# Heidi Tagliavini

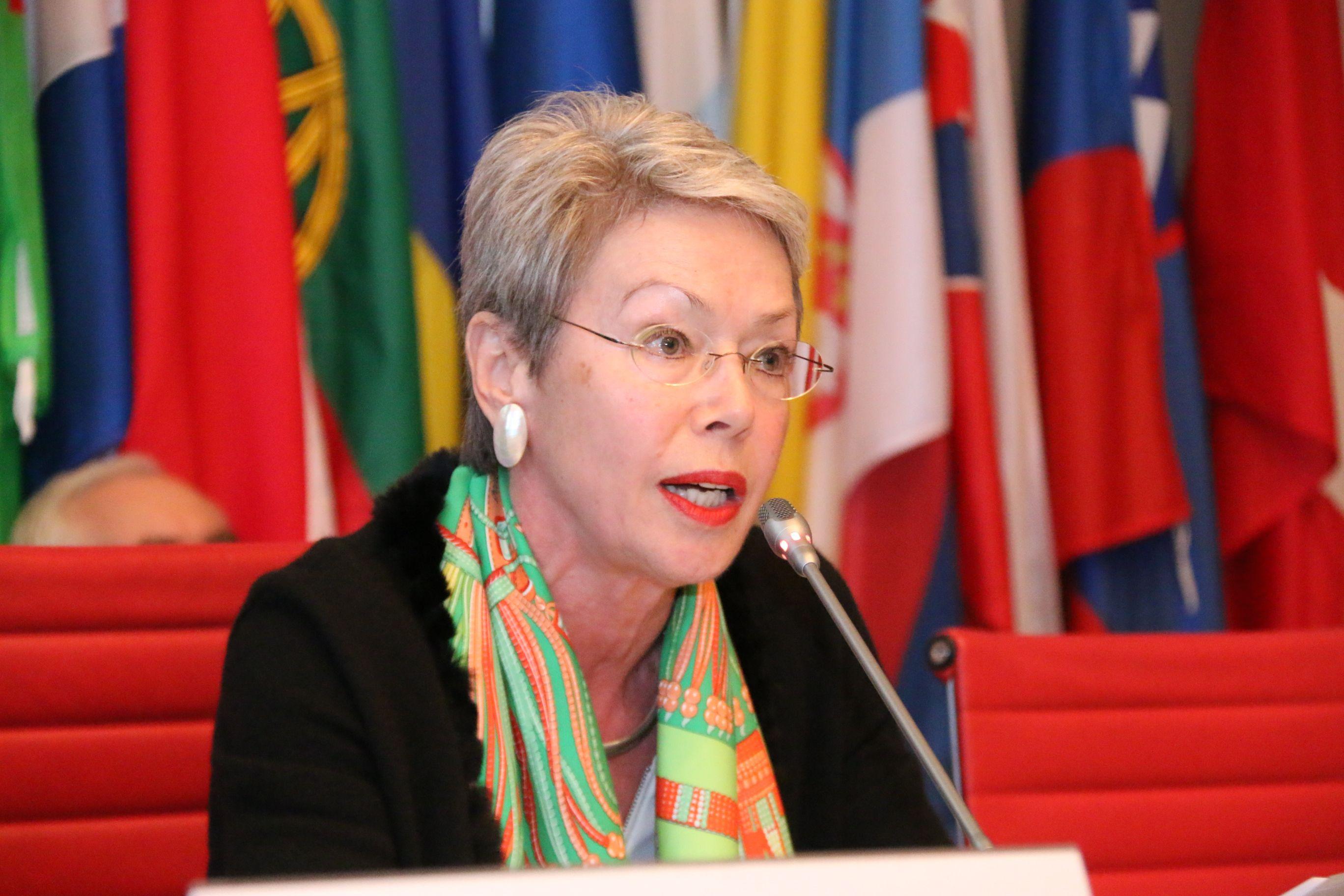
Heidi Tagliavini (2015)

Heidi Tagliavini (* 1950 in Basel) ist eine Schweizer Diplomatin. Sie war ab 1982 im diplomatischen Dienst des Eidgenössischen Departementes für auswärtige Angelegenheiten (EDA) und international bekannt als Leiterin heikler Missionen der internationalen Hilfe und Friedenserhaltung. Die «herausragende Diplomatin der Schweiz» untersuchte als Sonderbeauftragte der EU die Gründe für den Krieg zwischen Russland und Georgien in Abchasien und Südossetien und verfasste den nach ihr benannten Tagliavini-Bericht. Im Juni 2014 wurde sie Ukraine-Beauftragte der OSZE; dieses Amt legte sie am 6. Juni 2015 nieder.

## Leben
Heidi Tagliavini wurde 1950 in Basel geboren. Ihr Vater, gebürtiger Italiener, war Architekt, die Mutter, Malerin, stammte aus dem Luzerner Patriziat. Ihr Cousin war der Diplomat und Staatssekretär Franz Blankart. Sie wuchs als zweitälteste von vier Geschwistern auf und besuchte die Schulen in Basel und Baselland. Ihre Studien über Romanistik und Russistik in Genf und Moskau schloss sie mit einer Licence ès Lettres in Philologie ab. Nach dem Abschluss des Studiums war sie in Genf Assistentin für russische Literatur. 
Tagliavini spricht acht Sprachen. Die Verhandlungen in den verschiedenen Konflikten des postsowjetischen Raums (Tschetschenien, Georgien/Südossetien, Georgien/Abchasien und Ostukraine) führte sie auf Russisch. Bei der Genfer Gipfelkonferenz (1985) zwischen Ronald Reagan und Michail Gorbatschow übersetzte sie bei den Treffen zwischen dem damaligen Schweizer Bundespräsidenten Kurt Furgler und sowjetischen Generalsekretär Michail Gorbatschow.
Tagliavini war 2018/2019 Fellow am Wissenschaftskolleg zu Berlin. Nach ihrer Karriere als Diplomatin ist sie als Expertin für den Studienreisen-Veranstalter Background Tours tätig, der zur Globetrotter Group gehört.

## Karriere
Nach zwölf Jahren verliess Heidi Tagliavini die Universität Genf und trat in das Eidgenössische Departement für auswärtige Angelegenheiten (EDA) ein, wo sie zuerst als Stagiaire in Bern und Lima eingesetzt wurde. 1984 kehrte sie nach Bern zurück und wurde als diplomatische Mitarbeiterin dem Politischen Sekretariat zugeteilt. 1989 erfolgte ihre Versetzung nach Moskau, wo sie 1992 zur Botschaftsrätin ernannt wurde. Im gleichen Jahr wurde sie als (Botschaftsrätin) erste Mitarbeiterin des Missionschefs nach Den Haag versetzt.
1995 wurde sie als einzige Frau einer sechsköpfigen Unterstützungsgruppe der Organisation für Sicherheit und Zusammenarbeit in Europa (OSZE) mit einem Friedensmandat in den Krieg nach Tschetschenien entsandt; dies war der Anfang ihrer Karriere als Krisendiplomatin. Fotografierend verarbeitete Tagliavini die Folgen der Kriegsversehrung in der Hauptstadt Grosny und veröffentlichte ihre Fotos im Bildband «Zeichen der Zerstörung».
1996 wurde sie Stellvertretende Missionschefin an der Schweizer Botschaft in Moskau. Danach folgte 1998 die Ernennung zur  Stellvertretenden Leiterin der UNO-Beobachtermission in Georgien (UNOMIG) im Range einer Botschafterin. Sie war erst die zweite Frau, die von den Vereinten Nationen in die Leitung einer Peacekeeping-Operation aufgenommen wurde.
Nach ihrer Rückkehr in die Schweiz 1999 wurde Tagliavini Leiterin der Politischen Abteilung IV (Menschenrechte und Humanitäre Angelegenheiten) im EDA. Im Jahr 2000 ernannte sie der österreichische OSZE-Vorsitzende als Persönliche Beauftragte für Missionen im Kaukasus. Im Jahr darauf wurde Tagliavini als Botschafterin der Schweiz nach Bosnien und Herzegowina entsandt. 2002 ernannte der UNO-Generalsekretär Kofi Annan Heidi Tagliavini ein zweites Mal, diesmal als Sondergesandte an die Spitze der UNO-Beobachtermission in Georgien. 2006 kehrte sie als Stellvertretende Leiterin der Direktion für politische Angelegenheiten und Stellvertreterin des Staatssekretärs ins Außenministerium EDA nach Bern zurück. Von 2009 bis 2013 leitete Tagliavini verschiedene OSZE/ODIHR-Wahlbeobachtungsmissionen für die Parlaments- und Präsidentschaftswahlen in der Ukraine, der Russischen Föderation und in Armenien.

## Der Tagliavini-Bericht
Nach dem Beginn des Georgienkonflikts im August 2008 setzte der Aussenministerrat der Europäischen Union im Dezember 2008 eine Unabhängige Internationale Untersuchungsmission (IIFFMCG) ein und beauftragte Botschafterin Heidi Tagliavini mit der Leitung dieser Mission, welche die Ursachen und den Verlauf des zwischen Georgien und Russland ausgebrochenen Krieges untersuchen und den Konflikt politisch, historisch, militärisch und völkerrechtlich aufarbeiten sollte.
Ende September 2009 übergab sie dem EU-Rat den Untersuchungsbericht der IIFFMCG, der noch am selben Tag im Internet publiziert wurde. Der bisweilen auch Tagliavini-Report genannte Bericht kam zum Schluss, dass Georgien im Augustkonflikt 2008 wohl den grösseren Waffengang ausgelöst hatte, dass in diesem Krieg aber alle Beteiligten, Russland ebenso wie Georgien und auch die beiden abtrünnigen Gebiete Abchasien und Südossetien, die Verantwortung für die Eskalation und den Ausbruch des Konfliktes tragen. Für die georgische Behauptung einer vorherigen russischen Invasion konnte die Kommission keine Beweise finden. Sowohl Georgien wie auch Russland handelten nach Ansicht der Untersuchungsmission in diesem Konflikt völkerrechtswidrig. Der über 1.000 Seiten umfassende Bericht geht entsprechend seinem Mandat ausführlich auf die Ursachen, den Verlauf und das Umfeld des Konfliktes ein. Mit seiner detaillierten Behandlung der Verletzungen des Völkerrechts, des humanitären Völkerrechts und der Menschenrechtsverletzungen setzte der Untersuchungsbericht neue Standards in politisch und völkerrechtlich höchst aktuellen Fragen. Alle von den Parteien gelieferten Unterlagen für die Untersuchung wurden dem Bericht beigelegt. Mit diesem Dokument gelang ihr das unglaubliche Kunststück, den Konflikt so gründlich aufzuarbeiten, dass alle Seiten ihn als Berufungsgrundlage über das Geschehene akzeptiert haben.

## Ukraine-Beauftragte der OSZE
Nach dem Ausbruch des Konflikts in der Ostukraine wurde Tagliavini im Frühjahr 2014 als Sondergesandte des OSZE Vorsitzenden in vermittelnder Rolle zur friedlichen Beilegung des Konfliktes in die Ukraine entsandt. Gemeinsam mit einem Vertreter der Ukraine und Russlands schufen sie die sogenannte Trilaterale Kontaktgruppe (TKG), die im Auftrag des ukrainischen Präsidenten Poroschenko einen Friedensplan ausarbeitete und ihn mit den Abtrünnigen im Osten der Ukraine aushandelte. Die Initiative zur Schaffung der TKG geht auf die von Bundeskanzlerin Angela Merkel angeführten Friedensbemühungen im eigens dafür geschaffenen sogenannten Normandie-Format (Deutschland, Frankreich, Russland und Ukraine) zurück, welches erstmals im Juni 2014 auf Einladung von Präsident François Hollande in der Normandie zusammentrat.
Am 5. und 19. September 2014 unterzeichnete die TKG das «Minsker Protokoll» und das «Memorandum» mit Vertretern der separatistischen Gebiete Donetsk und Luhansk. Das «Minsker Protokoll» legte einen Waffenstillstand, den Rückzug von schweren Waffen und Truppen von der «Kontaktlinie» (der eigentlichen Frontlinie) und ein internationales Monitoring fest und sah die Lösung der durch den Konflikt entstandenen politischen, humanitären, wirtschaftlichen und sozialen Probleme vor. Nach einer Häufung von schweren Verletzungen des Minsker Protokolls im Herbst und Winter 2014/2015 (illegitim durchgeführte Wahlen in den Separatistengebieten, Häufung von schweren Attentaten)  setzten die Staats- und Regierungschefs des Normandie-Formats neue Verhandlungen auf höchster Ebene in Minsk an und einigten sich am 12. Februar 2015 nach 17-stündigen Verhandlungen auf das «Minsker Maßnahmenpaket», das die TKG mit Vertretern von Donetsk und Luhansk unterzeichnete. Bei diesem im Februar 2015 in Minsk ausgehandelten 13-Punkte-Plan zum Waffenstillstand für die Ukraine spielte Tagliavini eine entscheidende Rolle.
In der Folge erarbeitete Tagliavini ein Konzept zur Umsetzung im Minsker Maßnahmenpaket vorgesehenen Vorgaben aus und verhandelte es mit der russischen und ukrainischen Seite. Das Konzept sah einen regulären Friedensprozess mit der Schaffung von vier Arbeitsgruppen vor zu Fragen der Sicherheit und zu politischen, humanitären, wirtschaftlichen und sozialen Fragen, die in regelmäßigen Abständen in Minsk unter dem Vorsitz von vier hohen Vertretern der OSZE praktische Vorschläge zur Umsetzung der Minsker Vorgaben und zur Beförderung einer friedlichen Lösung in den verschiedenen Bereichen diskutieren sollten. Mit der Lancierung des Minsker Friedensprozesses im Mai 2015 und der Einsetzung der vier Arbeitsgruppen unter je einem OSZE-Vorsitzenden übergab Tagliavini im Sommer 2015 ihr OSZE Mandat an den österreichischen UNO-Botschafter in New York Martin Sajdik.

### Zum Überfall Russlands auf die Ukraine
Nach dem Russischen Überfall auf die Ukraine 2022 äusserte sich Tagliavini auf die Frage, ob nach den russischen vorsätzlichen Angriffen auf die Zivilbevölkerung, also Kriegsverbrechen, man überhaupt mit Kriegsverbrechern verhandeln solle, die Meinung, man müsse mit den Leuten verhandeln, die das Sagen haben. Zu Putin, mit dem sie nur gesprochen, aber nie direkt verhandelt hatte, sagte sie, dass alle Menschen letztendlich nach ihren Taten beurteilt würden. «Und man spürt, wie gut er seine wahren Interessen versteckt.» Zu einer Mitschuld des Westens am Krieg sagte Tagliavini: «Eine Mitschuld liegt höchstens in der Unterschätzung von Putins Absichten.» Es stimme einfach nicht, dass die NATO Russland provozieren wollte, die Länder der Osterweiterung hätten selber Schutz gesucht. Auf die Frage nach einem Verhandlungsfrieden sagte Tagliavini im Oktober 2022: «Ein solcher ‹Friede› würde dem Krieg wohl kaum ein Ende setzen.»

## Auszeichnungen
- 2010: Ehrendoktorwürde der Universität Basel[12]
- 2010: Ehrendoktorwürde der Universität Bern
- 2013: Großes Goldenes Ehrenzeichen für Verdienste um die Republik Österreich
- 2013: Menschenrechtspreis der Internationalen Gesellschaft für Menschenrechte[13]
- 2015: Großes Bundesverdienstkreuz mit Stern[14]
- 2015: Preis der Stiftung Dr. J. E. Brandenberger
- 2015: Ehrendoktorwürde der Franklin University Switzerland.[15]

## Werke
- Zeichen der Zerstörung. Der andere Blick – Reminiszenzen aus Tschetschenien (Bildband). Bern: Benteli, 1997. ISBN 978-3-7165-1144-2
- Kaukasus – Verteidigung der Zukunft. 24 Autoren auf der Suche nach Frieden. Wien-Bozen: Folio, 2001. ISBN 978-3-85256-161-5